# Kopytki (Mszana Górna)
Kopytki – część wsi Mszana Górna w Polsce, położona w województwie małopolskim, w powiecie limanowskim, w gminie Mszana Dolna.
W latach 1975–1998 Kopytki administracyjnie należały do województwa nowosądeckiego.